# Međunarodni dan žena i djevojaka u znanosti
Međunarodni dan žena i djevojaka u znanosti ustanovljen je 11. veljače, odlukom Opće skupštine Ujedinjenih naroda 22. prosinca 2015. Danom se prepoznaje presudna uloga žena i djevojaka u znanosti i tehnologiji.
Međunarodni dan žena i djevojaka u znanosti provode UNESCO i UN Women, u suradnji s međuvladinim agencijama i institucijama, kao i s partnerima civilnog društva, čiji je cilj promicanje žena i djevojaka u znanosti. Svrha je promicati pun i jednak pristup sudjelovanju u znanosti za žene i djevojke.

## Povijest
Dana, 11. veljače ustanovljen je dan za obilježavanja poticanja vidljivosti žena i djevojaka u području znanosti. Opća skupština UN-a donijela je za to rezoluciju pod nazivom A/RES/70/212 22. prosinca 2015. Kasnije su UN Women, entitet Ujedinjenih naroda za ravnopravnost spolova i osnaživanje žena, u suradnji s partnerima iz civilnog društva, UNESCO-om i drugim institucijama prihvatili tu rezoluciju.

## Značaj
Opća skupština UN-a odlučila je 22. prosinca 2015. da je potrebno godišnje obilježavanje kako bi se prepoznala uloga koju žene i djevojke imaju u znanosti i tehnologiji. Od tada se ovaj dan koristi za promicanje "punog i jednakog pristupa znanosti i sudjelovanja žena i djevojaka u znanosti".

## Vanjske poveznice
- International Day of Women and Girls in Science – February 11. womeninscienceday.org (engleski). Pristupljeno 25. listopada 2019.